# Vlastimil Petržela
Vlastimil Petržela (* 20. července 1953 v Prostějově) je český fotbalový trenér, bývalý československý fotbalový útočník a reprezentant (účastník MS 1982). Od konce února 2018 byl trenérem FC Fastav Zlín, kde nahradil odvolaného Bohumila Páníka. Po konci sezóny na lavičce po dohodě s majitelem klubu skončil. Nahradil jej Michal Bílek.

## Hráčská kariéra
Začínal v Kralicích na Hané. V dorosteneckém věku přestoupil do TJ OP Prostějov, kde se stal v sezoně 1973/74 nejlepším střelcem Jihomoravského krajského přeboru. Odsud si jej vytáhla prvoligová brněnská Zbrojovka, v jejímž dresu debutoval v československé lize. Dále hrál třetí ligu za Železárny Prostějov a ve druhé lize za Sigmu ZTS Olomouc. Následně se do nejvyšší soutěže vrátil v Rudé hvězdě Cheb a pražské Slavii, oblékl též reprezentační dres.

### Reprezentace
V československém A-mužstvu debutoval 17. června 1982 ve Valladolidu proti Kuvajtu (nerozhodně 1:1) v rámci Mistrovství světa ve fotbale 1982. Naposled reprezentoval 27. března 1983 v Nikósii proti domácímu Kypru (nerozhodně 1:1, zápas kvalifikace na Mistrovství Evropy ve fotbale 1984).

### Prvoligová bilance
V nejvyšší soutěži odehrál 116 utkání a vstřelil v nich 36 branek. V ročnících 1974/75 (2/0), 1975/76 (8/0) a 1976/77 (3/0) hrál za Zbrojovku Brno, na jaře 1981 (13/5) a na podzim 1981 (15/9) hrál za Rudou hvězdu Cheb, poté přestoupil do Slavie Praha, kde působil na jaře 1982 (15/4), 1982/83 (27/10), 1983/84 (27/8) a 1984/85 (6/0).
| Ročník                                   | Zápasy | Góly | Klub             |
| ---------------------------------------- | ------ | ---- | ---------------- |
| 1. československá fotbalová liga 1974/75 | 2      | 0    | Zbrojovka Brno   |
| 1. československá fotbalová liga 1975/76 | 8      | 0    | Zbrojovka Brno   |
| 1. československá fotbalová liga 1976/77 | 3      | 0    | Zbrojovka Brno   |
| 1. československá fotbalová liga 1980/81 | 13     | 5    | Rudá hvězda Cheb |
| 1. československá fotbalová liga 1981/82 | 15     | 9    | Rudá hvězda Cheb |
| 1. československá fotbalová liga 1981/82 | 15     | 4    | Slavia IPS Praha |
| 1. československá fotbalová liga 1982/83 | 27     | 10   | Slavia IPS Praha |
| 1. československá fotbalová liga 1983/84 | 27     | 8    | Slavia IPS Praha |
| 1. československá fotbalová liga 1984/85 | 6      | 0    | Slavia IPS Praha |
| CELKEM 1. LIGA                           | 116    | 36   |                  |

## Trenérská kariéra
Jako trenér vedl Slovan Liberec, Slavii, Spartu, Bohemians 1905, Mladou Boleslav, či Sigmu Olomouc, největších úspěchů ale dosáhl v ruském Zenitu Petrohrad, kde mezi lety 2003 a 2006 vyhrál ruský ligový pohár (2003), získal druhé místo v ruské první lize a postoupil do čtvrtfinále Poháru UEFA.
Později se ale pohádal s majitelem klubu Zenit Petrohrad a byl propuštěn. Pokračoval v gamblerství, později se ale vyléčil.
V sezóně 2009/10 vedl druholigový tým FK Viktoria Žižkov, kde před sezónou podepsal tříletou smlouvu. Smlouvu se Žižkovem ale předčasně ukončil, jelikož čtyři kola před koncem soutěže v květnu 2010 byl odvolán. Vedení klubu to zdůvodňovalo skutečností, že se nepodařilo naplnit postupové ambice.
V červnu 2010 podepsal kontrakt s účastníkem druhé nejvyšší slovenské soutěže (první liga) MFK Zemplín Michalovce. Smlouva zněla na jeden rok plus jeden rok opce. V Michalovcích skončil na jaře 2012 s bilancí 25 výher, 11 remíz a 22 proher a získal 86 ligových bodů.
Od roku 2014 trénoval druholigovou Vlašim. V prosinci 2015 se dohodl s vedením Baníku Ostrava, že od ledna 2016 převezme jeho tým, který byl po podzimní části ligy daleko na posledním místě s pouhými čtyřmi body. Jako cíl deklaroval úsilí vybudovat mužstvo, které se může po sestupu rychle vrátit do první ligy, s tím, že záchrana v probíhajícím ročníku už je nemožná.